# Asmat (Regierungsbezirk)
Asmat ist ein indonesischer Regierungsbezirk (Kabupaten) in der indonesischen Provinz Papua Selatan auf der Insel Neuguinea. 2015 gab es 88.373 Einwohner. Der Regierungssitz des Kabupaten Asmat ist in Agats.

## Geschichte
Der Regierungsbezirk wurde am 12. November 2002 vom Regierungsbezirk Merauke abgespalten. Asmat besteht aus einer Fläche von 31.983,69 km2 und hatte bei der Volkszählung 2010 76.577 Einwohner und bei der Zwischenzählung 2015 88.373 Einwohner. Hauptsächlich besteht der Regierungsbezirk aus Menschen, die der Ethnie der Asmat angehören. Das Sitz des Regierungsbezirk ist die Stadt Agats.
Ein Masernausbruch und eine Hungersnot töteten Anfang 2018 mindestens 72 Menschen in der Regentschaft von Asmat, wobei 652 Kinder von Masern betroffen waren und 223 an Unterernährung litten.

## Klima
In der Region herrscht tropisches Regenwaldklima. Die jährliche Durchschnittstemperatur sind rund 22 °C. Der wärmste Monat ist der Januar, wo die Durchschnittstemperatur 24 °C beträgt, und der kälteste Monat ist der Juli mit einem Durchschnitt von 20 °C. Der durchschnittliche jährliche Niederschlag beträgt 6.640 Millimeter. Der feuchteste Monat ist der Mai mit durchschnittlich 794 mm Niederschlag und der trockenste Monat ist der Januar mit 373 mm Niederschlag.

## Gliederung
Bis 2012 war die Zahl der Distrikte (Kecamatan) auf neunzehn gestiegen. Die elf zusätzlichen Distrikte, die 2011 und 2012 geschaffen wurden, waren Kopay, Der Koumur, Safan, Sirets, Ayip, Betcbamu, Kolf Braza, Jetsy, Unir Sirau, Joerat und Pulau Tiga. 2016 wurden weitere vier Distrikte geschaffen (Awyu, Aswi, Joutu und Koroway Buluanop), wodurch sich die Gesamtzahl auf dreiundzwanzig Distrikte mit 221 Dörfern erhöhte. Die Distrikte sind nachfolgend mit ihren Gebieten und ihrer Bevölkerung bei der Volkszählung 2020 aufgeführt. Die Tabelle enthält auch die Standorte der Verwaltungssitze der Distrikte und die Anzahl der Verwaltungsdörfer (ländliche Desa und städtische Kelurahan) in jedem Bezirk.
| Distrikt         | Einwohner in km2 | Bevölkerung 2020 Volkszählung | Verwaltungssitz | Anzahl der Dörfer |
| ---------------- | ---------------- | ----------------------------- | --------------- | ----------------- |
| Agats            | 701,99           | 23.869                        | Bis Agats       | 12                |
| Akat             | 3488,42          | 5603                          | Ayam            | 11                |
| Aswi             | 360,54           | 3782                          | Piramat         | 10                |
| Atsy             | 1260,99          | 7065                          | Atsy            | 9                 |
| Awyu             | 729,16           | 2807                          | Wagi            | 6                 |
| Ayip             | 872,33           | 2088                          | Comoro          | 3                 |
| Betcbamu         | 475,27           | 2816                          | Youw            | 7                 |
| Der Koumur       | 392,83           | 4089                          | Yankap          | 6                 |
| Fayit            | 383,29           | 5611                          | Basim           | 13                |
| Jetsy            | 690,49           | 2611                          | Warse           | 8                 |
| Joerat           | 1313,71          | 2990                          | Yamas           | 6                 |
| Joutu            | 736,90           | 2149                          | Daikot          | 7                 |
| Kolf Braza       | 2660,19          | 2779                          | Binamzain       | 14                |
| Kopay            | 719,71           | 3725                          | Kawem           | 10                |
| Koroway Buluanop | 773,71           | 1307                          | Mabul           | 7                 |
| Pantai Kasuari   | 238,49           | 5103                          | Kamur           | 9                 |
| Pulau Tiga       | 6067,63          | 3579                          | Nakai           | 11                |
| Safan            | 685,94           | 6976                          | Primapun        | 12                |
| Sawa Erma        | 3084,51          | 6084                          | Sauti           | 10                |
| Sirets           | 1362,07          | 4365                          | Yaosakor        | 8                 |
| Suator           | 949,27           | 3209                          | Binam           | 10                |
| Suru-Suru        | 2942,23          | 4171                          | Suru-suru       | 23                |
| Unir Sirau       | 1093,77          | 3328                          | Komor           | 9                 |
| Gesamt           | 31.983,44        | 110.105                       | Agats           | 221               |

## Politik

Die Sitzverteilung

Der Rat wurde bei den Wahlen in Indonesien 2019 gewählt.
Er setzt sich zusammen aus:
- PKB (1)
- Gerindra (2)
- PDI-P (12)
- Golkar (3)
- NasDem (1)
- PKS (1)
- PSI (1)
- PAN (2)
- Demokrat (2)

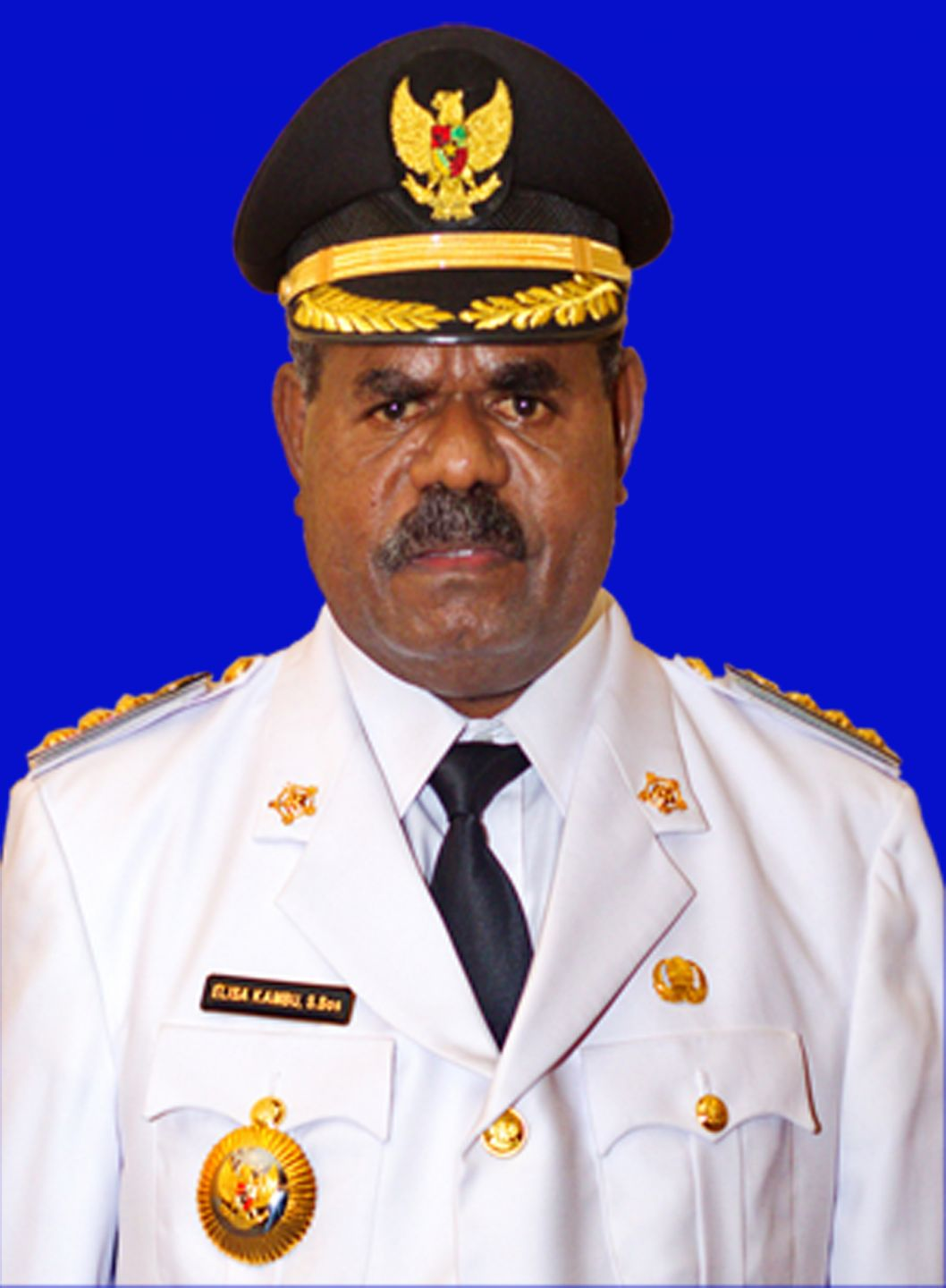
Elisa Kambu

Zum Regierungschef wurde Elisa Kambu gewählt.

## Galerie

Lage in Westneuguinea
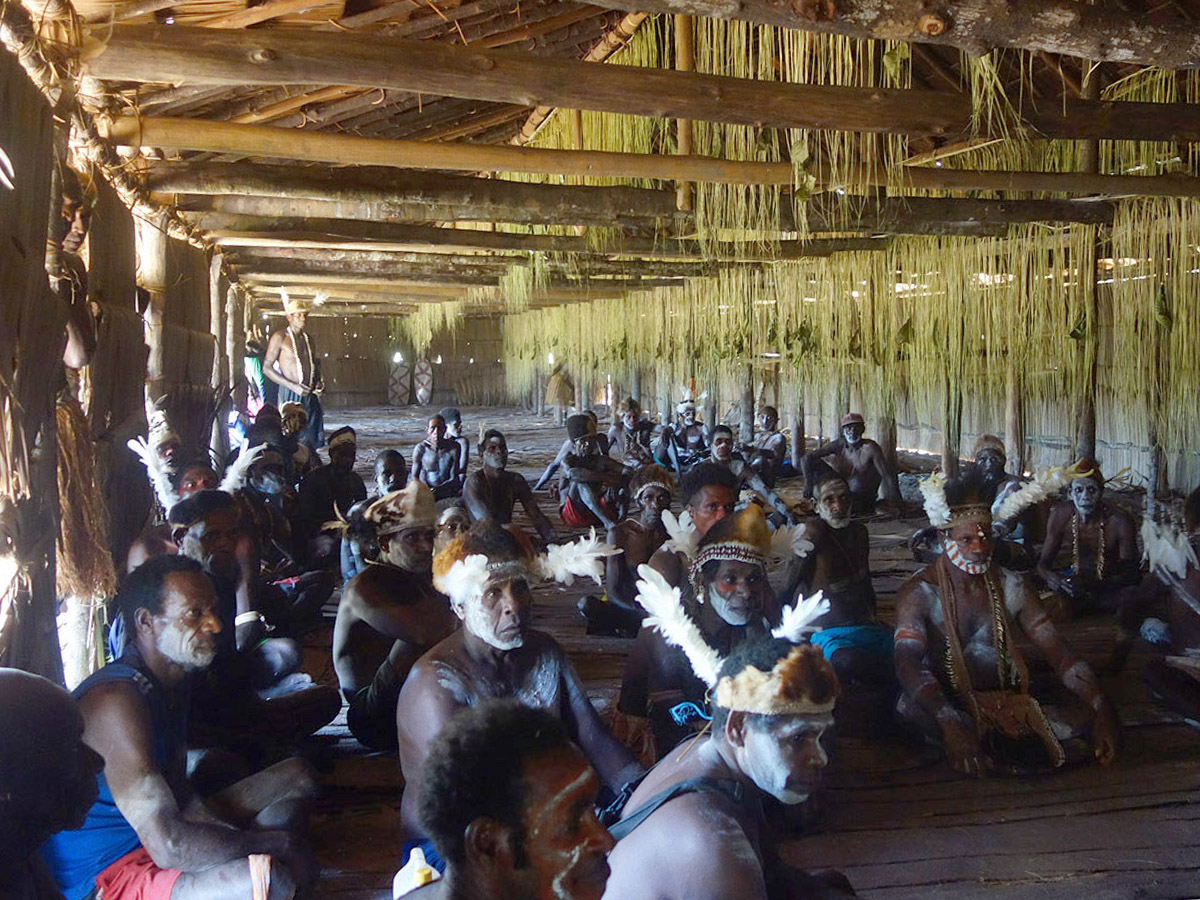
Das Asmat Longhouse
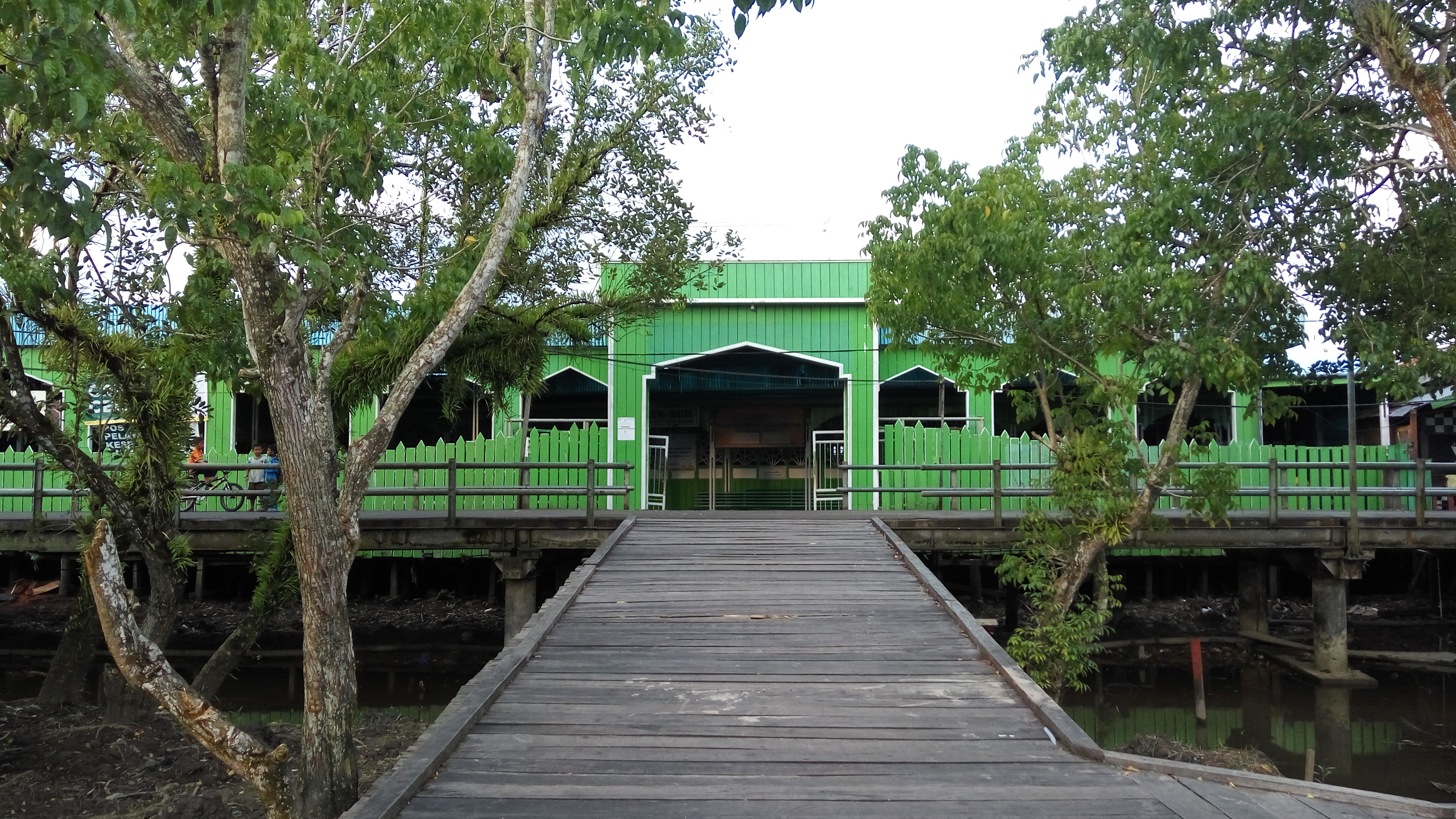
Moschee in Asmat
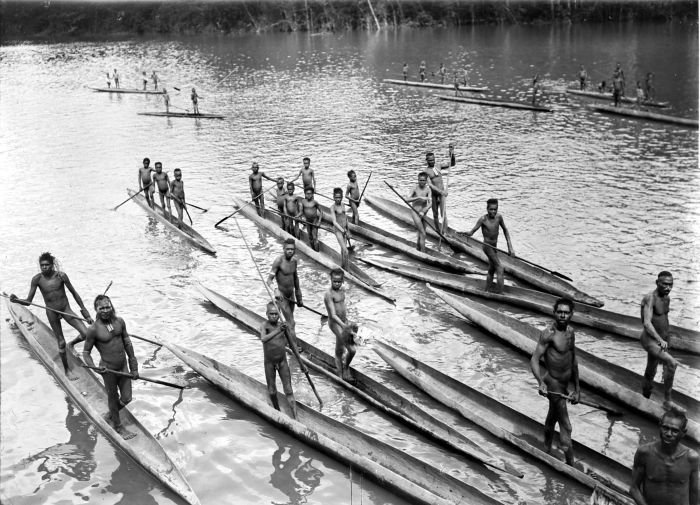
Das „COLLECTIE TROPENMUSEUM“
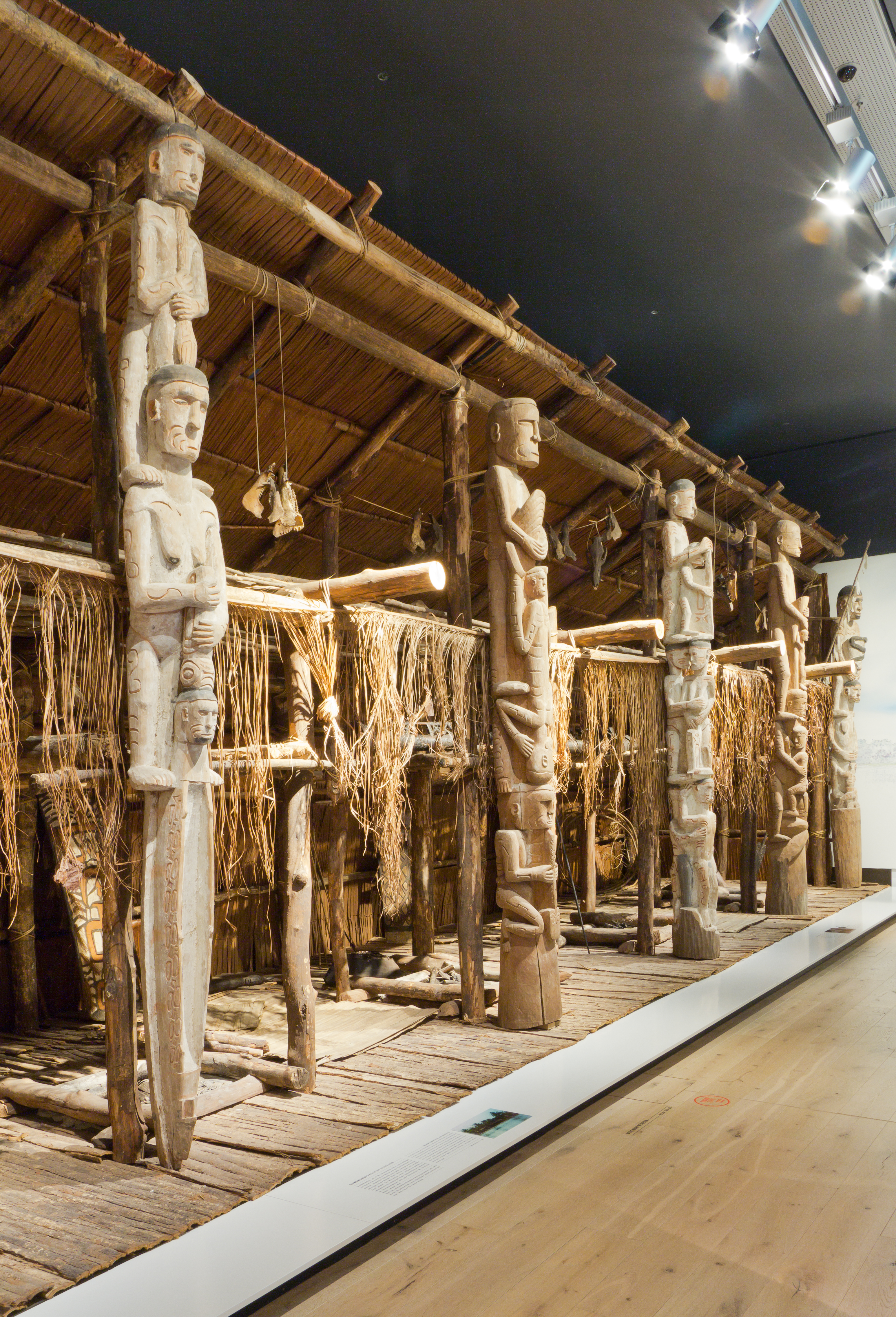
Das Rautenstrauch-Joest-Museum